# David H. Stern
David Harold Stern (Los Angeles, 31 ottobre 1935 – Gerusalemme, 8 ottobre 2022) è stato un biblista statunitense naturalizzato israeliano.

## Biografia
Nato da una famiglia ebraica, Stern conseguì il master of arts in economia e poi il Ph.D. nella stessa disciplina all'Università di Princeton e divenne professore di economia all'UCLA. Appassionato di surfing, nel 1963 pubblicò un libro sull'argomento. Nel 1972, dopo un periodo di riflessioni, si convinse che Gesù era il messia ebraico e approfondì gli studi religiosi, conseguendo il Master of Divinity al Fuller Theological Seminary e una laurea all'University of Judaism. In seguito, Stern tenne al Fuller Theological Seminary il primo corso in Giudaismo e Cristianesimo e organizzò conferenze e incontri sul giudaismo messianico. Nell'ambiente del giudaismo messianico statunitense incontrò Martha Frankel, che divenne sua moglie. Nel 1979 si stabilì con la famiglia in Israele e acquisì la cittadinanza israeliana, pur senza rinunciare alla cittadinanza statunitense, svolgendo attività nell'ambito delle comunità israeliane del giudaismo messianico. Stern ha pubblicato diversi libri, tra cui la Complete Jewish Bible, una traduzione in inglese della Bibbia ebraica e del Nuovo Testamento.

## Libri principali
- Surfing Guide to Southern California (with Bill Cleary) – 1st ed.: Fitzpatrick 1963. Current ed.: Mountain & Sea 1998
- Restoring the Jewishness of the Gospel – Jewish New Testament Publications, Jerusalem, 1988
- Messianic Jewish Manifesto, Jewish New Testament Publications, Jerusalem, 1 May 1988
- Jewish New Testament: A Translation of the New Testament that Expresses its Jewishness, Jewish New Testament Publications, Jerusalem, and Clarksville MD, September 1989
- The Jewish New Testament Commentary: A Companion Volume to the Jewish New Testament, Jewish New Testament Publications, Jerusalem, 1992
- Complete Jewish Bible, Jewish New Testament Publications, Jerusalem, September 1998
- How Jewish Is Christianity? (with others) (ed. by Louis Goldberg), Zondervan, November 2003
- Messianic Judaism: A Modern Movement With An Ancient Past, Jewish New Testament Publications, Jerusalem, April 2007